# Beethoven-Haus

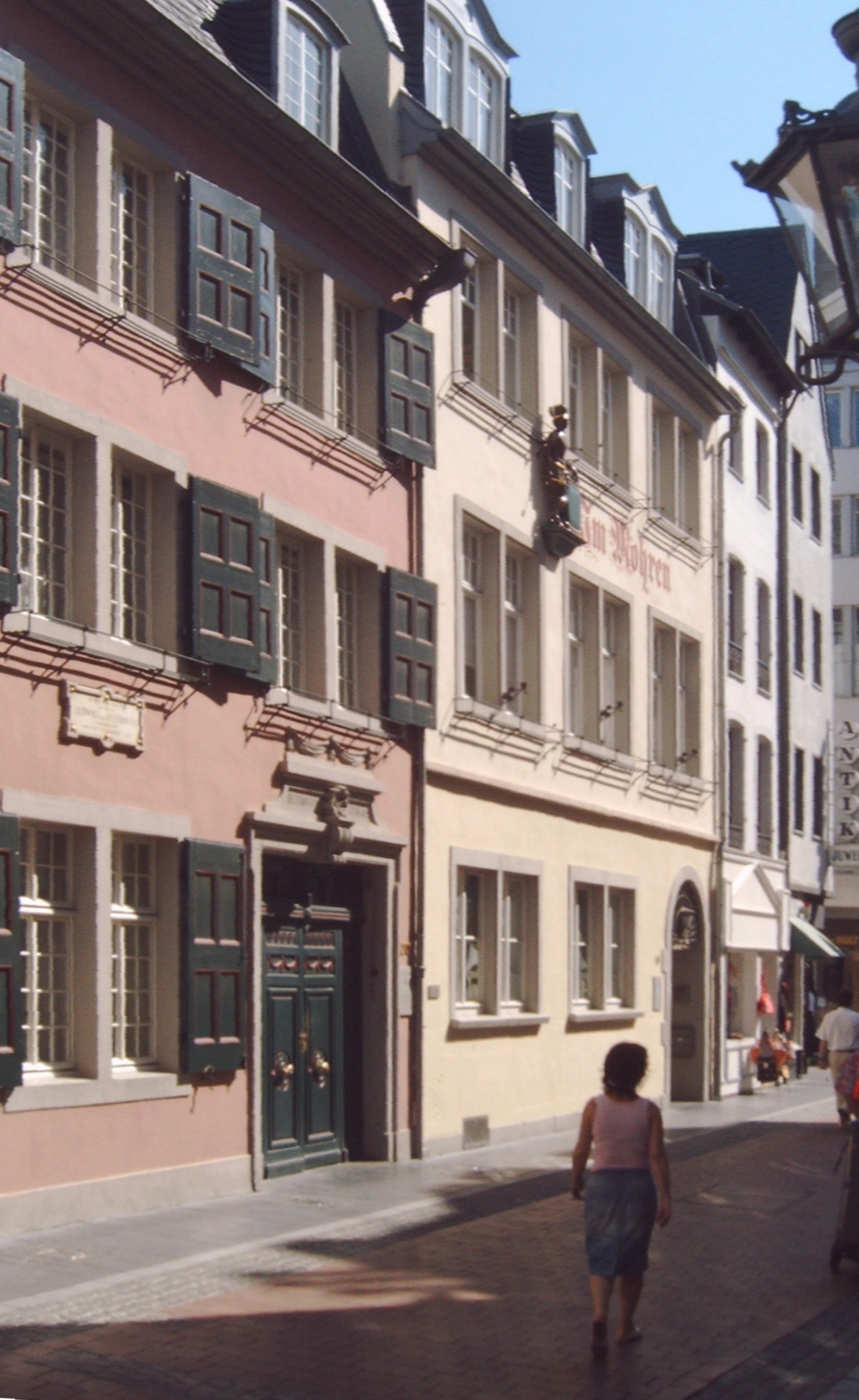
Il luogo di nascita di Beethoven in Bonngasse, a Bonn. Accanto a questa, a destra, vi è la casa "Im Mohren"

La Beethoven-Haus è un museo di musica che si trova a Bonn, in Germania, dedicato al compositore Ludwig van Beethoven. Si trova in Bonngasse 20, il luogo di nascita del compositore. Nelle sue sale e nelle stanze della casa vicina "Im Mohren" - Bonngasse 18 - è conservata la più grande collezione al mondo di documenti, materiale e oggetti di Beethoven.

## La famiglia Beethoven
Nel novembre 1767 - poco dopo il loro matrimonio - Johann van Beethoven, tenore alla corte del Principe elettore di Colonia e Maria Magdalena, nata Keverich, presero come residenza l'ala dell'edificio alla sinistra del giardino, in Bonngasse 20, che insieme al resto dell'abitato fa parte dell'odierno museo.
Al piano terra vi era un ripostiglio dotato di una cantina e una cucina. Al primo piano la famiglia viveva in due piccole stanze e in una camera leggermente più grande. Durante la notte tra 16 e il 17 dicembre 1770, in una delle piccole camere in mansarda venne al mondo il loro figlio Ludwig. Il suo battesimo ebbe luogo presso il fonte battesimale della Remigiuskirche di Bonn (Chiesa di San Remigio). Negli anni successivi, la famiglia Beethoven si trasferì diverse volte, ma solo la sua casa natale è rimasta conservata fino ad oggi.

## La storia successiva

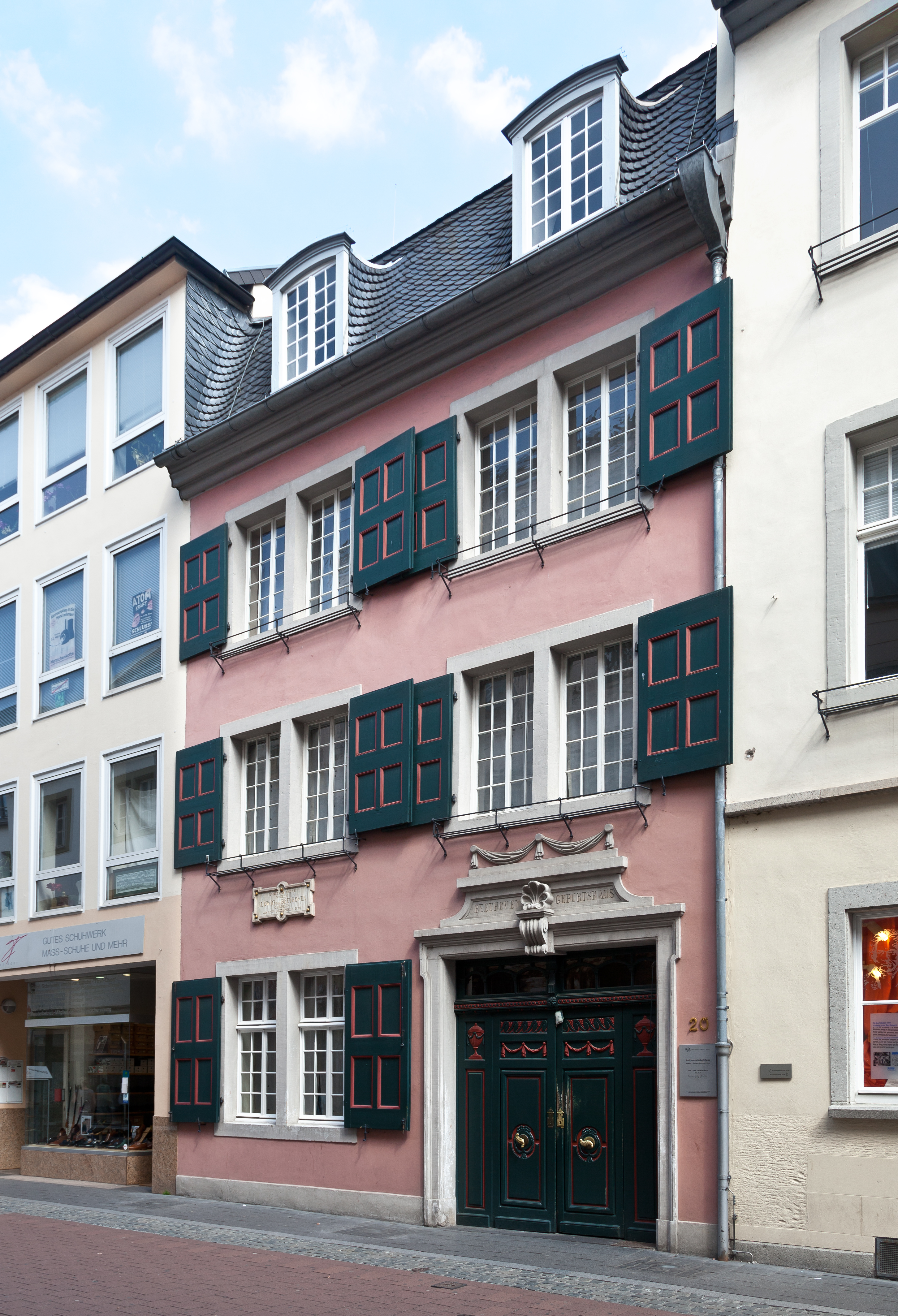
La casa natale di Beethoven

In un primo tempo, nel 1836, la porta d'ingresso che dà sulla via Bonngasse è stata ampliata per farne un grande portone d'ingresso.
Quasi 40 anni dopo, nel 1873, al piano terra è stato aperto un ristorante chiamato "Beethoven's Geburtshaus" (Casa natale di Beethoven). Nel 1887 nel cortile è stato aggiunto un nuovo locale, una birreria dal nome "Beer & Concerthall". Un anno più tardi un commerciante di prodotti e materie prime acquistò la casa. Quando sempre un anno dopo mise di nuovo in vendita l'edificio, venne costituita la "Beethoven House Society" con l'obiettivo di acquisire la casa e preservarla in memoria del compositore.
Al fine di ottenerne sale adatte al museo, venne modificata la pianta dell'edificio precedente. Modifiche al retro dell'edificio vennero limitate alle scale e ai passaggi che portano alla costruzione anteriore.
Inoltre le ristrutturazioni portarono il cortile interno alla sua forma attuale, con la pavimentazione in pietra arenaria e tralicci e con un giardino al posto della birreria (beer hall).
Un primo ampio rinnovamento, eccezion fatta per i lavori di manutenzione continua, si è reso necessario intorno al 1935, quando il vicino locale "Im Mohren" che ospita l'archivio di Beethoven, fu annesso al complesso del museo. 
I non gravi danni subiti durante la guerra furono riparati in un breve periodo a partire dal 1950. 
Un secondo importante restauro arrivò prima del 1970 ed un terzo fu eseguito dal 1994 al 1996. Oggi il museo si sviluppa su entrambe le case.
Il pubblico può visitare una raccolta di oltre 150 reperti originali che mostrano il lavoro di Beethoven e le sue realizzazioni. Non esistono più gli arredi originali.
Nelle immediate vicinanze della Beethoven-Haus, sempre nella Bonngasse, c'è la "Kammermusiksaal" - sala per la musica da camera - che viene utilizzata per organizzare concerti, conferenze e alcune cerimonie.

## Archivio Beethoven
Il Beethoven-Archiv o "Archivio Beethoven", che appartiene al Beethoven-Haus, è stato fondato il 26 marzo 1927, in occasione del 100º anniversario della morte di Beethoven, dal musicologo Ludwig Schiedermair, che ne fu anche il primo direttore fino al 1945. È l'istituto di ricerca della Beethoven-Haus e pubblica letteratura di ricerca sulla vita e le opere del compositore.
Nel 2009 la Beethoven-Haus ha acquisito i manoscritti originali delle Variazioni Diabelli op.120 di Beethoven. Attualmente una versione digitalizzata è disponibile sul sito internet del museo.

## Il giardino

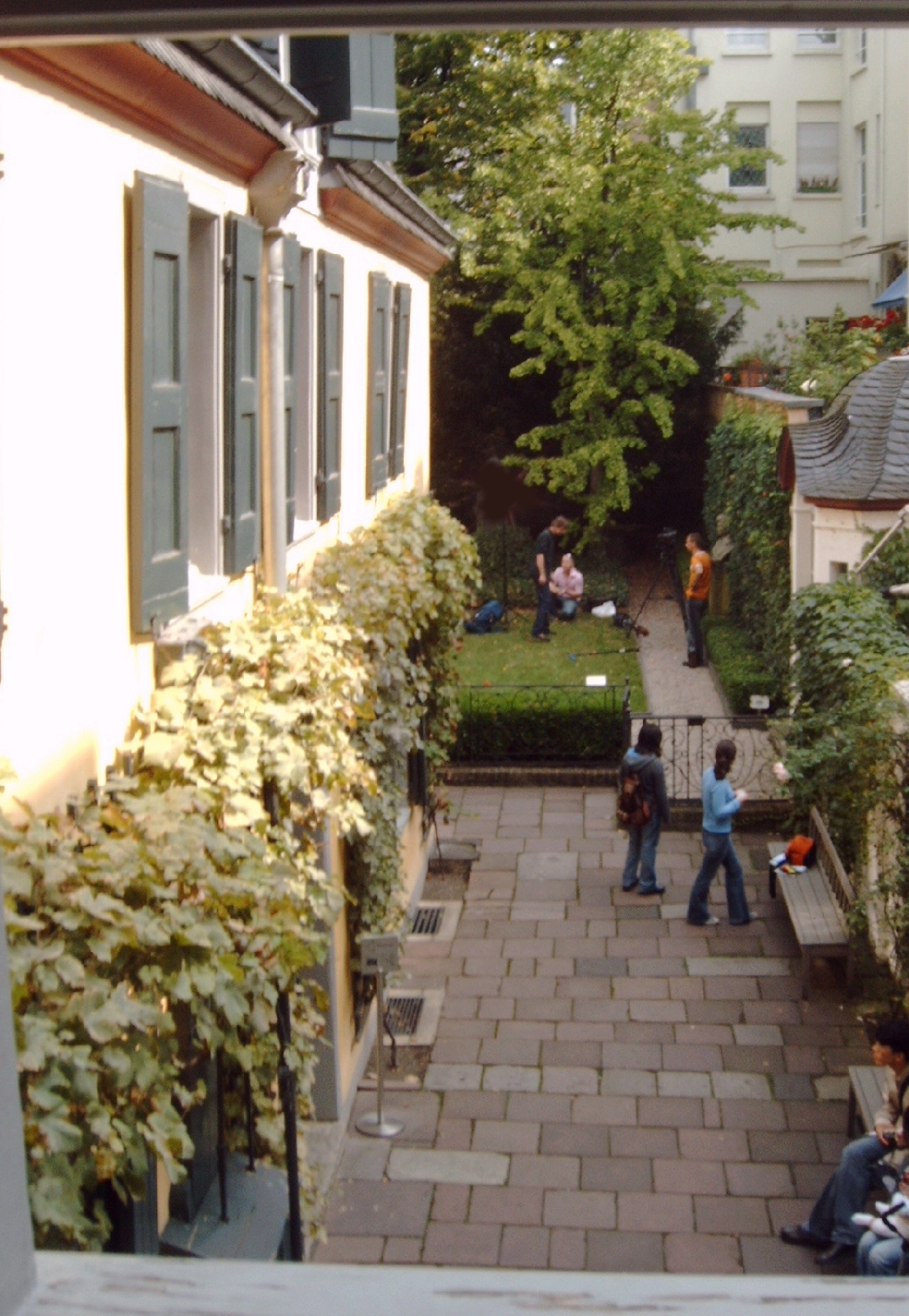
Vista del giardino dal primo piano

Nel giardino della Beethoven-Haus c'è una collezione di busti di Beethoven, risalenti agli inizi del XX secolo:

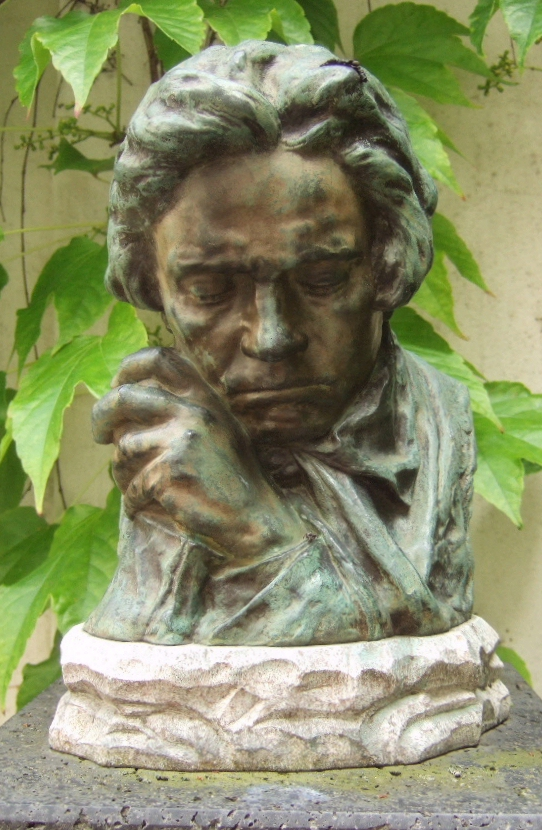
Pierre-Felix Masseau (1902)
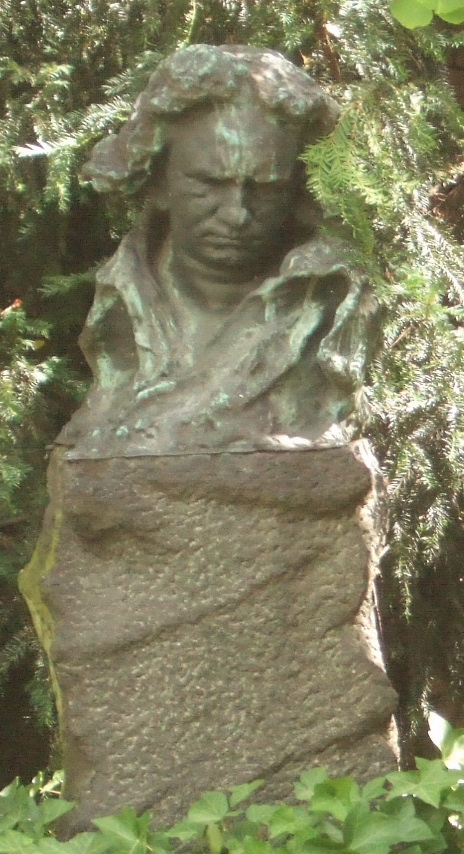
Naoum Aronson (1905)
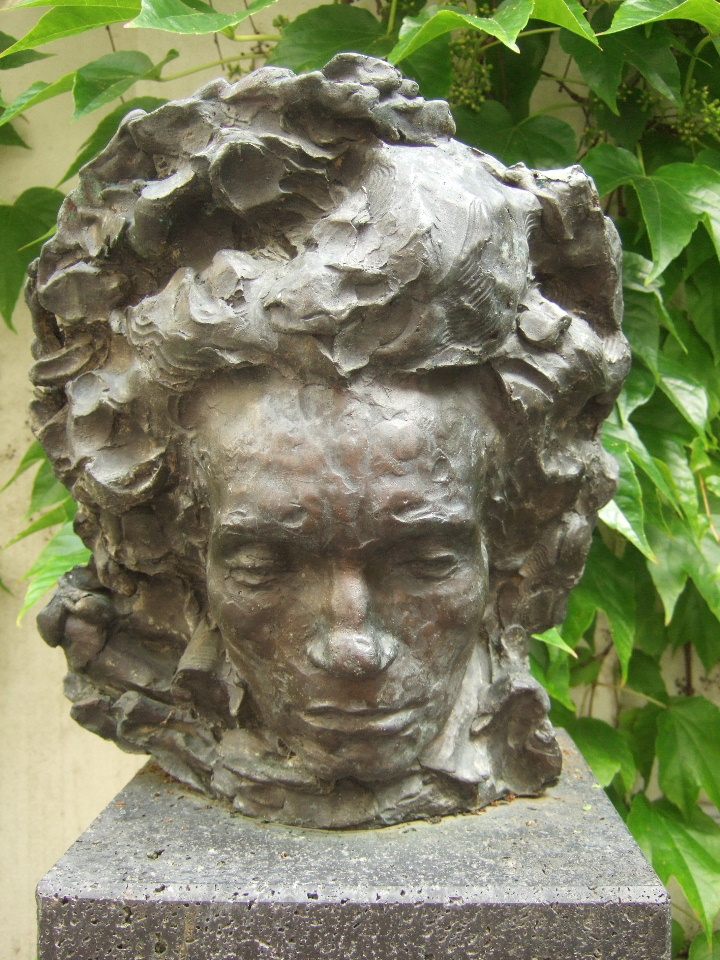
Fernando Cian (Primo trimestre del XX secolo)
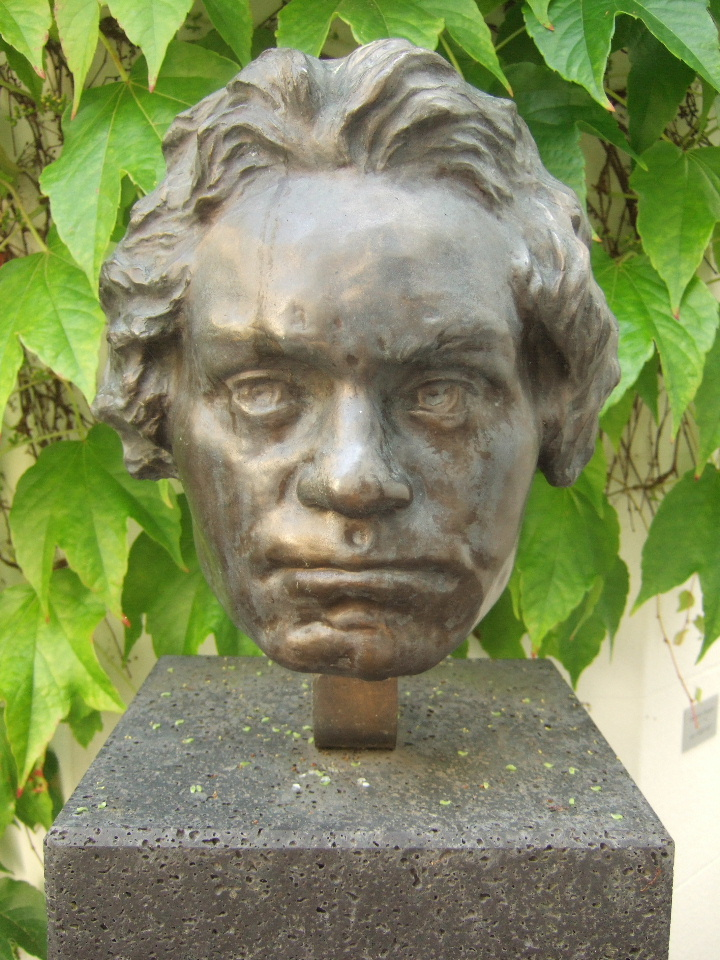
Wilhelm Hüsgen (1927/1929)
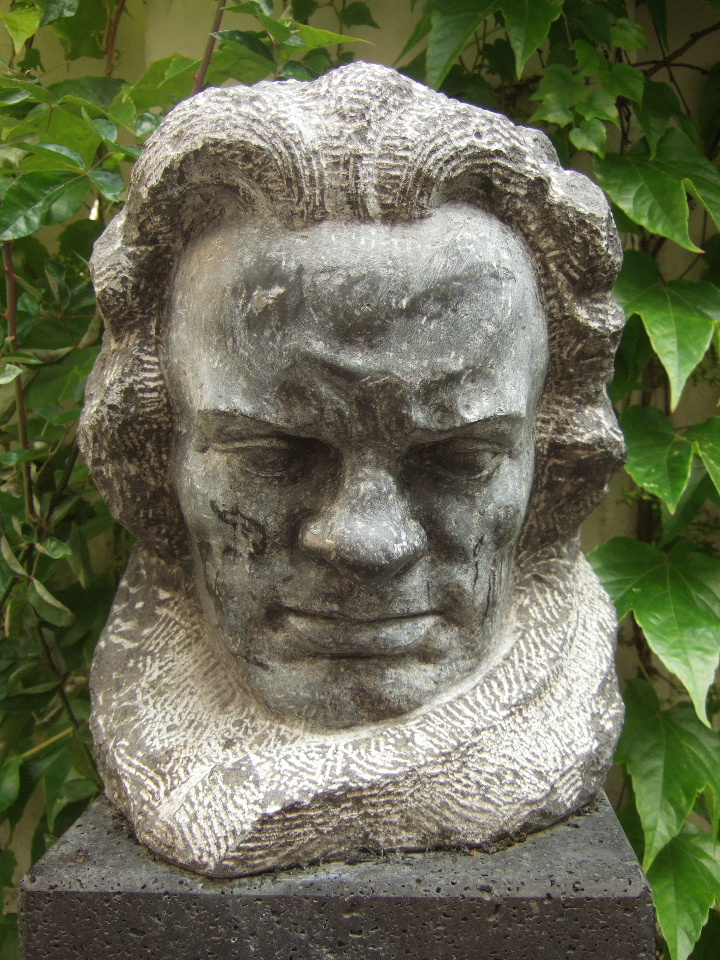
Eduard Merz (1945/1946)
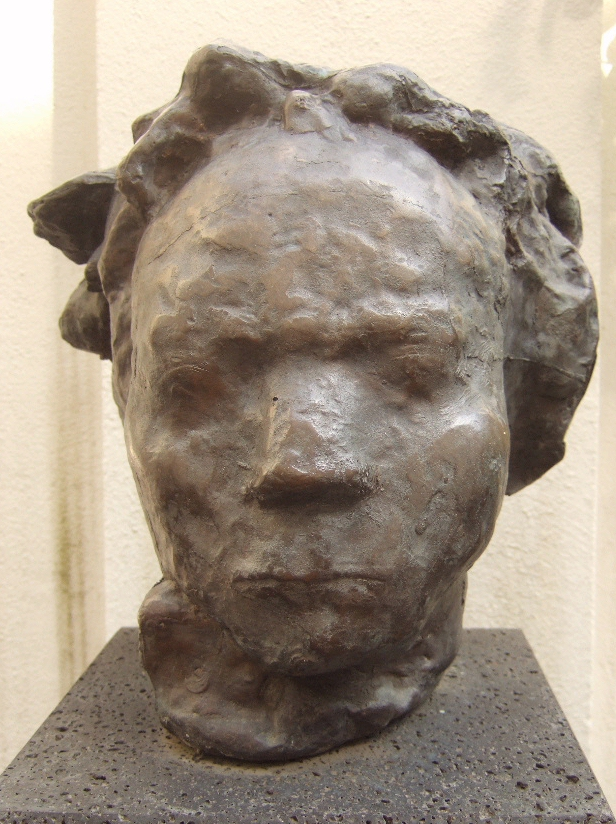
Lewon Konstantinowitsch Lasarew (1981)